# Fluoruro di mercurio(IV)
Il fluoruro di mercurio(IV), chiamato anche tetrafluoruro di mercurio, è il composto chimico con formula HgF4 ed è stato il primo composto a essere scoperto in cui il mercurio è nello stato di ossidazione IV. Il mercurio, come gli altri elementi del gruppo 12 (cadmio e zinco), ha una configurazione elettronica {\displaystyle 5d^{10}6s^{2}} e generalmente forma solo legami che coinvolgono il suo orbitale più esterno, il {\displaystyle 6s}. Ciò significa che la massima ossidazione che il mercurio raggiunge normalmente è +2, e per questo motivo è generalmente considerato un metallo di post-transizione invece di un metallo di transizione. Il fluoruro di mercurio(IV) è stato segnalato per la prima volta da esperimenti nel 2007, ma la sua esistenza rimane controversa; gli esperimenti condotti nel 2008 non hanno potuto replicare il composto.

## Storia
La speculazione su stati di ossidazione più elevati per il mercurio esisteva dagli anni '70 e calcoli teorici negli anni '90 prevedevano che dovrebbe essere stabile in fase gas, con una geometria quadrato-planare coerente con una configurazione formale d8. Tuttavia, la prova sperimentale è rimasta sfuggente fino al 2007, quando il fluoruro di mercurio(IV) è stato preparato per la prima volta utilizzando neon solido e argon per l'isolamento della matrice a una temperatura di 4 K. Il composto è stato rilevato utilizzando la spettroscopia infrarossa. L'analisi della teoria del funzionale della densità e i calcoli dei cluster accoppiati hanno mostrato che gli orbitali {\displaystyle 5d} sono coinvolti nel legame, portando a suggerire che il mercurio dovrebbe essere considerato dopo tutto un metallo di transizione. Tuttavia, tale conclusione è stata contestata da alcuni ricercatori con l'argomentazione che il fluoruro di mercurio(IV) esiste solo in condizioni di non equilibrio altamente atipiche e dovrebbe essere considerato come un'eccezione.

## Spiegazione
Studi teorici suggeriscono che il mercurio è unico tra gli elementi naturali del gruppo 12 nella formazione di un tetrafluoruro, e attribuiscono questa osservazione a effetti relativistici. Secondo i calcoli, i tetrafluoruri degli elementi "meno relativistici" cadmio e zinco sono instabili ed eliminano una molecola di fluoro (F2) per formare il complesso di difluoruro metallico. D'altra parte, si prevede che il tetrafluoruro dell'elemento sintetico "più relativistico", quello con numero atomico 112 ossia il copernicio, sia più stabile. Tuttavia, studi teorici più recenti mettono in dubbio la possibile esistenza del fluoruro di mercurio(IV) e persino di copernicio(IV). 

## Sintesi e proprietà
Il fluoruro di mercurio(IV) è prodotto dalla reazione del mercurio elementare con il fluoro:
{\displaystyle {\ce {Hg \ + \ 2F2 -> HgF4}}}
Il fluoruro di mercurio(IV) è stabile solo nell'isolamento della matrice a 4 K (-269 °C); per riscaldamento, o se le molecole del composto si toccano, si decompone in fluoruro di mercurio(II) e fluoro:
{\displaystyle {\ce {HgF4->HgF2\ +\ F2}}}
Il fluoruro di mercurio(IV), come quasi sempre accade per ioni metallici centrali in configurazione elettronica d8, è una molecola planare quadrata diamagnetica. L'atomo di mercurio ha una configurazione elettronica formale {\displaystyle 6s^{2}5d^{8}6p^{6}}, e come tale obbedisce alla regola dell'ottetto ma non alla regola dei 18 elettroni. Il fluoruro di mercurio(IV) è isoelettronico con l'anione tetrafluoroaurato, [AuF4]−, ed è isoelettronico di valenza con gli anioni tetracloroaurato, [AuCl4]−, tetrabromoaurato, [AuBr4]− e tetracloroplatinato [PtCl4]2−.